# Socket 478

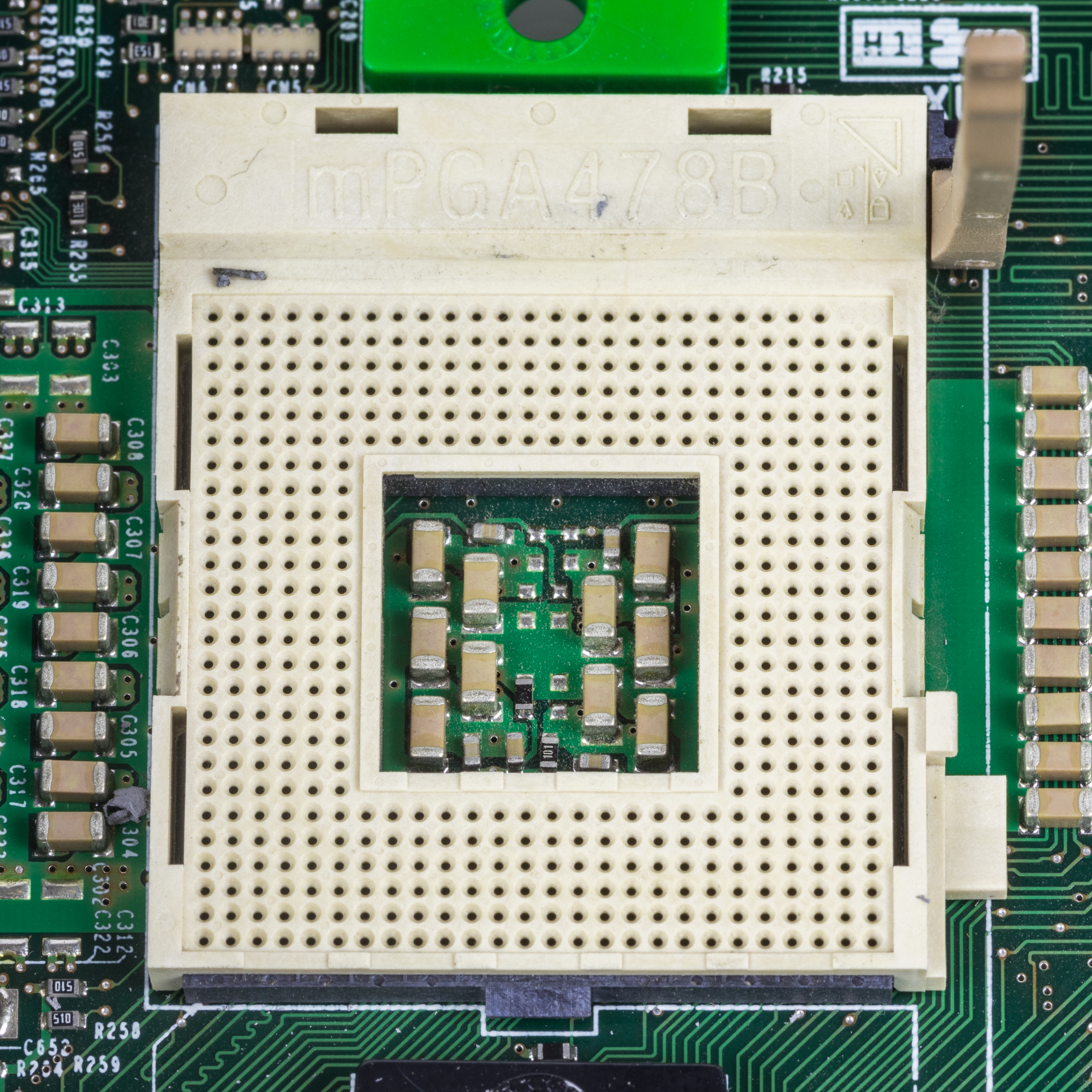
Socket 478 processzorfoglalat

A Socket 478 egy processzorfoglalat, melyet az Intel tervezett a Pentium 4 és Pentium 4 alapú Celeronok számára. A Socket 423-at váltotta le, utódja az LGA 775. A Socket 4 óta az első, nem SPGA foglalat.
Minden Northwood magos Pentium 4 és Celeron Socket 478-as foglalatba illeszkedik, de készült Prescott, Willamette magos P4 és Celeron, Core Duo és Pentium Extreme Edition is Socket 478-as tokozással. A foglalatot a Northwood maggal indították, az AMD Socket A-ja és az Athlon XP processzorok ellenében. A Socket 478, mely olcsó és drága processzorokat egyaránt támogat, a rövid életű Socket 423 leváltására is született.
A Socket 478-as alaplapok főként DDRRAM támogatásúak, de létezik RDRAM és SDRAM-os is, azonban a RAMBUS memória jóval drágább a DDR illetve SDRAM-nál. Később, ahogy az FSB növekedett, gyorsultak a DDR modulok is és a chipsetek dual-channel támogatást kaptak.
Mint a Socket 423, a 478 is az Intel Quad Data Rate technológiáján alapul, amelynek segítségével egyetlen órajelciklus alatt négyszer lehet adatot küldeni a Front Side Bus-on. Így a 400MT/s sebességű processzor 100 MHz-es FSB-vel dolgozik, és így 3,2GB adatot tud mozgatni másodpercenként. Ekkora sebességre egyetlen SDRAM modul sem képes, ezért az Intel először RAMBUS modulokat részesítette előnyben, ami 800 MHz-en, kétcsatornás üzemmódban, képes volt kiszolgálni a processzort. Azonban a RAMBUS memória nagyon magas ára sokakat elriasztott a vásárlástól, így az Intel először nagyon gyenge teljesítményű SDRAM-os alaplapokat adott ki, a végső megoldást azonban a DDR támogatású chipkészletek jelentették.
Míg a 400MT/s buszsebesség a PC3200 (DDR-400) memóriákkal lett volna egyenértékű, mire a PC3200-as memóriák elérhetővé váltak, ez már kevés volt. A későbbi chipsetekbe épített kétcsatornás memóriakezelésnek (Dual Channel) köszönhetően azonban egy pár PC3200-as DDR memóriamodul már képes volt biztosítani a 800MT/s FSB-vel azonos, 6,4GB/s sávszélességet.
Az utolsóként gyártott Socket 478-as tokozású processzor a Celeron D, ami 533 MT/s FSB-vel rendelkezik, 256kB másodlagos gyorsítótára (L2) van, és a 90 nm csíkszélességű Prescott maggal szerelték.
Az Intelnek a Socket 478-on kívül három másik, szintén 478 lábú foglalata van, ezek a Socket 479, Socket M, és Socket P. Ezek elektronikailag sokban különböznek, így nem kompatibilisek egymással.
A Socket 478 478 tűs, ZIF FCPGA foglalat, mely fogadja az összes Northwood magos Pentium 4-et és Celeront, az első Prescott magos Pentium 4-eket és a Prescott magos Celeronokat, néhány Willamette Celeront és Pentium 4-et, a korai Pentium Extreme Editionokat maximum 2MB harmadszintú gyorsítótárral és néhány Core Duo-t.